# Сант'Антонио (Верчели)
Сант'Антонио је насеље у Италији у округу Верчели, региону Пијемонт.
Према процени из 2011. у насељу је живело 14 становника. Насеље се налази на надморској висини од 1395 м.